# ليبيد
الليبيدات أو الشحميَّات أو الدهون هي جزيئات حيوية ضخمة تشمل كل ما هو غير قابل للذوبان (الانحلال) في الماء. بالتالي فهي مواد غير قطبية ذات أصل عضوي، وتشمل بما في ذلك المواد الشمعية، والحموض الدهنية ومشتقاتها من ليبيدات مفسفرة، أو سفينغوليبيد أو ليبيدات سكرية أو تربينات وحتى الرتينوئيدات والستيروئيدات.
تنتج الليبيدات الأحيائية (البيولوجية) عن نوعين من الوحدات البيوكيميائية الفرعية أو «اللَّبِنات البيوكيميائية»: مجموعتي الكيتوأسيل والإيزوبرين. باستعمال هذه المقاربة، يمكن تقسيم الليبيدات لثمانية أصناف: الأحماض الدهنية، الليبيدات الغلكوفسفورية، الليبيدات السفنغوزينية، الليبيدات السكرية، ومتعددات الكتيد؛ والليبيدات السترولية والليبيدات البرنولية.
لليبيديات تطبيقات في الصناعات الغذائية والتزيينية وكذا في التكنولوجيا النانوية.
هناك تنوع كبير في بنية هذه المركبات فبعضها حلقي ألكاني وبعضها عطري، بعضها مرن متحرك في حين بعضها الآخر ذو بنية ثابتة.

## أقسام الدهون
تقسم الدهون إلى ثلاثة أقسام:
1. ثلاثي الجليسريد.
2. الدهن الفسفوري.
3. السترويدات.

### ثلاثي الجليسريد
وهو من أكثر أنواع الدهون شيوعا ونستخدمه في حياتنا اليومية بشكل متكرر وهو يتكون من اتحاد 3 احماض دهنية مع الجليسرول مكونا ما يعرف بثلاثي الجلساريد ..ومن أهم الامثلة على ذلك الزيوت بكافة انواعها وزبدة والسمن الحيواني والنباتي.

### الأحماض الدهنية
الأحماض الدهنية هي عبارة عن الاحماض الموجودة بالدهن وهي تتكون من سلسلة من الكربونات التي ترتبط ببعضها وتحمل صفات حامضية في نهاية السلسلة.
وتقسم الأحماض الدهنية الي قسمين:
1. دهون مشبعة: وهي الدهون التي لا تحتوي على رابطة ثنائية في سلسلتها مثل حمض الستريك (حمض الليمون).
2. دهون غير مشبعة: وهي التي تحتوي على رابطة ثنائية أو أكثر في سلسلتها  مثل حمض لينوليك.

كما تقسم الأحماض الدهنية حسب حاجة الجسم لها إلى: 
1. أحماض دهنية ضرورية: وهي الأحماض التي لا يستطيع الجسم تصنيعها بكميات كافية وعددهم 9 أحماض دهنية.
2. أحماض دهنية غير ضرورية: وهي الأحماض التي يستطيع الجسم تصنيعها بكميات كافية وعددهم 11 حمض دهني.

### الدهون الفسفورية
تمتاز مركبات الدهن الفسفوري باحتوائها على مواد محبة للماء وكارهة للماء (قطبية وغير قطبية) حيث يكون الرأس محب للماء والذيل الكاره للماء .يتكون الغشاء البلازمي في جسم الإنسان بشكل كبير من الدهون المفسفرة والتي تكون على شكل طبقة ثنائية حيث يكون الرأس للخارج والذيل يمتد إلى الداخل.
من أهم الأمثلة على الدهون المفسفرة هو ليسثين وله دور في عملية ذوبان الدهون في الماء.

### الستيرويدات
الستيرويدات هي مركبات عضوية تدخل في كثير من الهرمونات التي يفرزها الجسم ومن أشهر الامثلة عليها الكوليسترول.

## أنواع الليبيدات
- الغليسريدات والأحماض الدهنية
  - غليسريدات ثلاثية = تريغليسريد دهون Triglycerides fats.
- شمع Wax.
- دسم فوسفوري.
- سفينغوليبيد.
- غليكوليبيد.
- تربينويد.
  - ريتينويد.
  - ستيرويد.